# Mistrovství Evropy v plavání na otevřené vodě 2016
XVI. mistrovství Evropy v plavání na otevřené vodě za rok 2016 proběhlo v Hoornu, Nizozemsko ve dnech 10. až 14. července 2016.

## Česká stopa
Česko reprezentovalo 7 závodníků. Vedoucí výpravy Jan Kozubek, šéftrenér reprezentace Josef Nalezený, trenéři Zdeněk Tobiáš a Michal Štěrba.
V závodě na 5 km žen startovalo 18 závodnic – Alena Benešová (*1998) z USK Praha obsadila 18. místo. V plaveckém maratonu na 10 km žen startovalo 26 závodnic – Alena Benešová (*1998) z USK Praha obsadila 11. místo, Silvie Rybářová (*1985) z KPSP Kometa Brno 20. místo a Jana Pechanová (*1981) z KPSP Kometa Brno do závodu nenastoupila. V závodě na 25 km žen startovalo 13 závodnic – Lenka Štěrbová (*1994) z SCPA Pardubice obsadila 10. místo a Silvie Rybářová (*1985) z KPSP Kometa Brno závod vzdala.
V závodě na 5 km mužů startovalo 24 závodníků – Jakub Tobiáš (*1995) z KPSP Kometa Brno obsadil 12. místo a Ján Kútnik (*1992) z KPSP Kometa Brno 23. místo. V plaveckém maratonu na 10 km startovalo 34 závodníků – Matěj Kozubek (*1996) z TJ Bohemians Praha obsadil 21. místo a Vít Ingeduld (*1994) z KPSP Kometa Brno 29. místo. V závodě na 25 km mužů startovalo 13 závodníků –  Matěj Kozubek (*1996) z TJ Bohemians Praha obsadil 7. místo.

## Výsledky

### Individuální disciplíny
| Muži                      | Zlato                                          | Zlato     | Stříbro                | Stříbro   | Bronz                          | Bronz     |
| ------------------------- | ---------------------------------------------- | --------- | ---------------------- | --------- | ------------------------------ | --------- |
| 5 km                      | Kirill Abrosimov (RUS)                         | 54:34,3   | Federico Vanelli (ITA) | 54:54,4   | Caleb Hughes (GBR)             | 55:06,1   |
| plavecký maraton na 10 km | Ferry Weertman (NED)                           | 1:55:20,6 | Jack Burnell (GBR)     | 1:55:21,2 | Marc-Antoine Olivier (FRA)     | 1:55:21,6 |
| 25 km                     | Axel Reymond (FRA)                             | 5:02:22,0 | Matteo Furlan (ITA)    | 5:06:07,5 | Edoardo Stochino (ITA)         | 5:09:19,4 |
| Ženy                      | Zlato                                          | Zlato     | Stříbro                | Stříbro   | Bronz                          | Bronz     |
| 5 km                      | Danielle Huskissonová (GBR)                    | 59:46,1   | Finnia Wunramová (GER) | 59:52,4   | Sharon van Rouwendaalová (NED) | 59:54,9   |
| plavecký maraton na 10 km | Rachele Bruniová (ITA) Aurélie Mullerová (FRA) | 2:07:00,1 | —                      | —         | Arianna Bridiová (ITA)         | 2:07:03,6 |
| 25 km                     | Martina Grimaldiová (ITA)                      | 5:26:47,8 | Olga Kozydubová (RUS)  | 5:26:49,8 | Caroline Jouisseová (FRA)      | 5:26:50,5 |

### Štafety
| Mix                  | Zlato                                                             | Zlato   | Stříbro                                                            | Stříbro | Bronz                                                       | Bronz   |
| -------------------- | ----------------------------------------------------------------- | ------- | ------------------------------------------------------------------ | ------- | ----------------------------------------------------------- | ------- |
| 5 km smíšená štafeta | Itálie (ITA) (Rachele Bruniová, Simone Ruffini, Federico Vanelli) | 55:59,3 | Německo (GER) (Finnia Wunramová, Rob Muffels, Andreas Waschburger) | 56:37,0 | Maďarsko (HUN) (Éva Risztovová, Márk Papp, Dániel Székelyi) | 56:42,6 |

## Medailová bilance
V plavání na otevřené vodě se rozdělilo celkem 7 sad medailí.
| Pořadí | Stát                     |       | Muži    | Muži  | Muži  |         | Ženy  | Ženy  | Ženy    |       | Mix   | Mix     | Mix   |  | Muži + Ženy + Mix | Muži + Ženy + Mix | Muži + Ženy + Mix | Celkem |
| Pořadí | Stát                     | Zlato | Stříbro | Bronz | Zlato | Stříbro | Bronz | Zlato | Stříbro | Bronz | Zlato | Stříbro | Bronz |  |                   |                   |                   | Celkem |
| ------ | ------------------------ | ----- | ------- | ----- | ----- | ------- | ----- | ----- | ------- | ----- | ----- | ------- | ----- |  | ----------------- | ----------------- | ----------------- | ------ |
| 1.     | Itálie (ITA)             |       | 0       | 2     | 1     |         | 2     | 0     | 1       |       | 1     | 0       | 0     |  | 3                 | 2                 | 2                 | 7      |
| 2.     | Francie (FRA)            |       | 1       | 0     | 1     |         | 1     | 0     | 1       |       | 0     | 0       | 0     |  | 2                 | 0                 | 2                 | 4      |
| 3.     | Spojené království (GBR) |       | 0       | 1     | 1     |         | 1     | 0     | 0       |       | 0     | 0       | 0     |  | 1                 | 1                 | 1                 | 3      |
| 4.     | Rusko (RUS)              |       | 1       | 0     | 0     |         | 0     | 1     | 0       |       | 0     | 0       | 0     |  | 1                 | 1                 | 0                 | 2      |
| 5.     | Nizozemsko (NED)         |       | 1       | 0     | 0     |         | 0     | 0     | 1       |       | 0     | 0       | 0     |  | 1                 | 0                 | 1                 | 2      |
| 6.     | Německo (GER)            |       | 0       | 0     | 0     |         | 0     | 1     | 0       |       | 0     | 1       | 0     |  | 0                 | 2                 | 0                 | 2      |
| 7.     | Maďarsko (HUN)           |       | 0       | 0     | 0     |         | 0     | 0     | 0       |       | 0     | 0       | 1     |  | 0                 | 0                 | 1                 | 1      |
| Celkem | Celkem                   |       | 3       | 3     | 3     |         | 4     | 2     | 3       |       | 1     | 1       | 1     |  | 8                 | 6                 | 7                 | 21     |